# ساهدة (اسم)
ساهدة هو اسم علم مؤنث من أصل عربي، ومعناه هو الوسيطة القامة المعتدلة، والربعة جونة العطار الدار.

## وصلات خارجية
- موسوعة السلطان قابوس لأسماء العرب نسخة محفوظة 5 أبريل 2019 على موقع واي باك مشين.